# Hala Fouad
Hala Ahmed Fouad (en árabe, هالة فؤاد) (El Cairo, 26 de marzo de 1958 - El Cairo, 10 de mayo de 1993) fue una actriz de cine y televisión egipcia. Apareció en más de quince largometrajes, en particular junto a la estrella de cine Salah Zulfikar en Al Millionaira Al Hafya (1987).

## Biografía
Se graduó de la facultad de Comercio en 1979. Su padre Ahmed Fouad era cineasta. Se casó con el actor veterano Ahmed Zaki en 1984. Su primer hijo Haitham Ahmed Zaki también era actor de cine y murió el 7 de noviembre de 2019. Posteriormente, se casó con Ezzeddine Barakat y tuvo otro hijo, Rami.
Falleció a los 35 años, el 10 de mayo de 1993, después de luchar contra el cáncer de mama.

## Filmografía
- Regal fi el Masyada (1971)
- Al Hedek Yefham (1985)
- Al Awbash (1985)
- Al Millionaira Al Hafya (1987)
- Al Sadah Al Rejal (1987)
- Ashwami (1987)
- Haret El Gohary (1987)